# Cattedrale imperiale
Una cattedrale imperiale (in tedesco Kaiserdom) è una cattedrale con particolari legami con gli imperatori del Sacro Romano Impero germanico. Tra le cattedrali con tale status, situate in Germania, si ricordano quelle romaniche renane di Magonza, Worms e Spira. 

## Storia
Il Duomo di Magonza fu costruito dall'arcivescovo Villigiso, allora reggente dell'Impero, dopo il 975 e portata avanti anche da Enrico IV dopo il 1081. La Cattedrale ospitò le incoronazioni di Filippo di Svevia, Federico II ed Enrico Raspe. Anche Enrico II (nel 1002) e Corrado II (nel 1024) furono incoronati a Magonza, ma entrambi presumibilmente nella precedente cattedrale, consacrata sono nel 1038.
La costruzione del Duomo di Spira iniziò nel 1030 con Corrado II come cappella della Dinastia Salica e fu poi ampliata da Enrico IV.
Il duomo di Worms ospita le tombe di Corrado II e della sua famiglia, ma ha lo status di cattedrale imperiale anche per la sua ampiezza e prestigio.
Altre chiese legate alla Dinastia Salica sono la basilica di Königslutter, costruita sotto Lotario II, e il duomo di Bamberga, fondato da Enrico II il Santo. La cattedrale di Aquisgrana, il duomo di Francoforte e la Cattedrale di Palermo sono ugualmente considerate cattedrali imperiali in quanto mausolei imperiali e sede di incoronazioni di imperatori e re.

## Galleria d'immagini

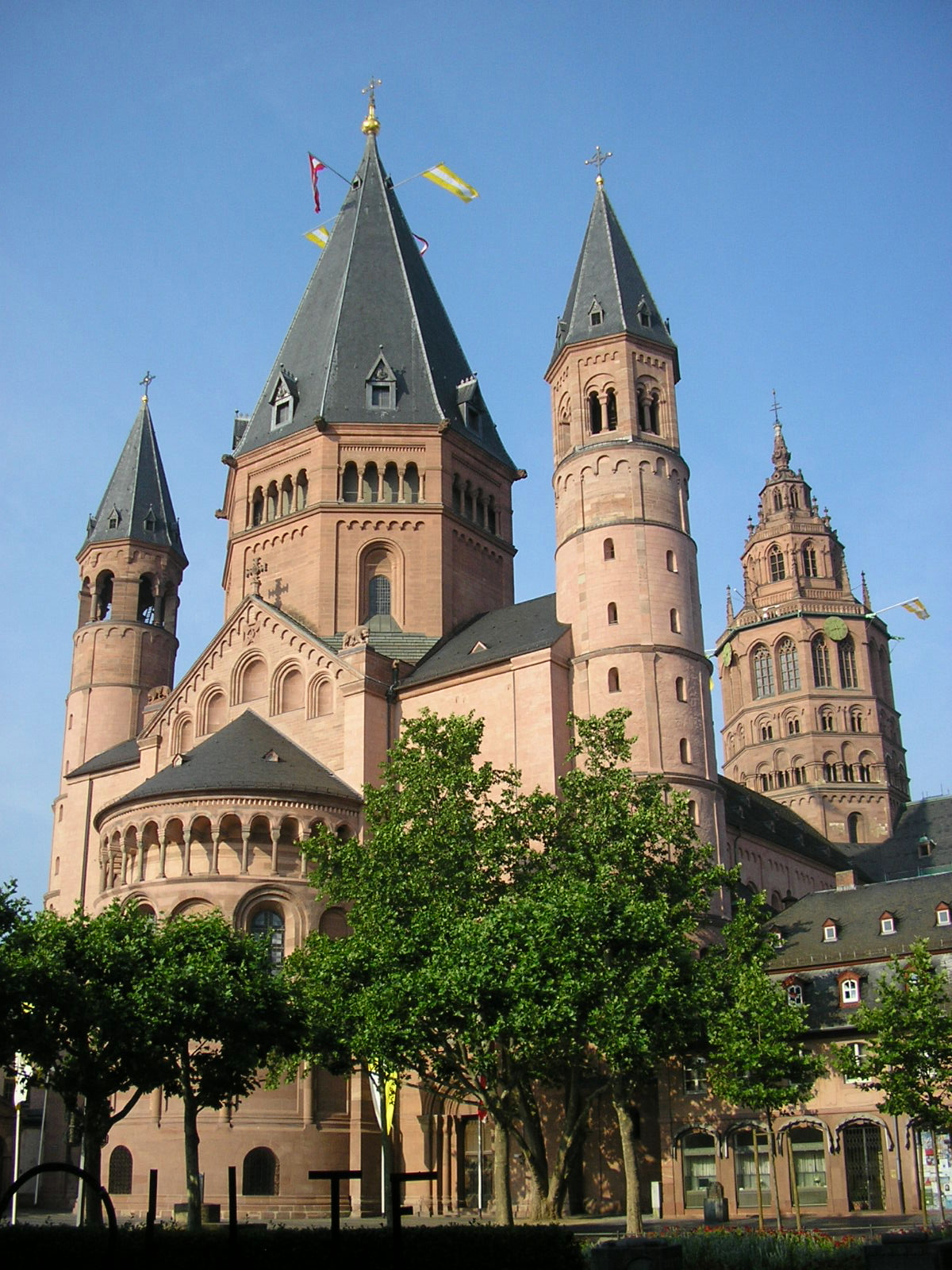
Duomo di Magonza
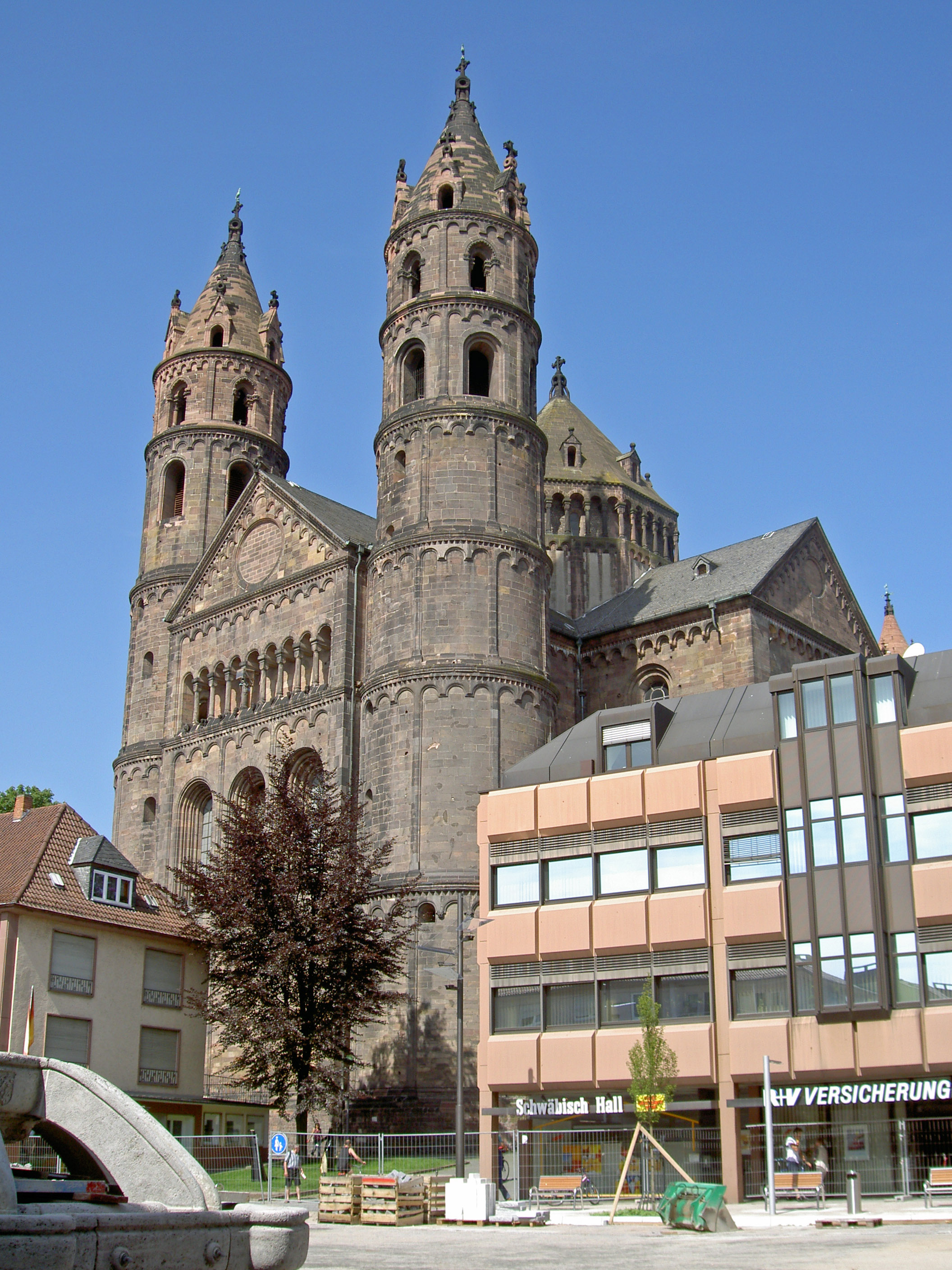
Duomo di Worms
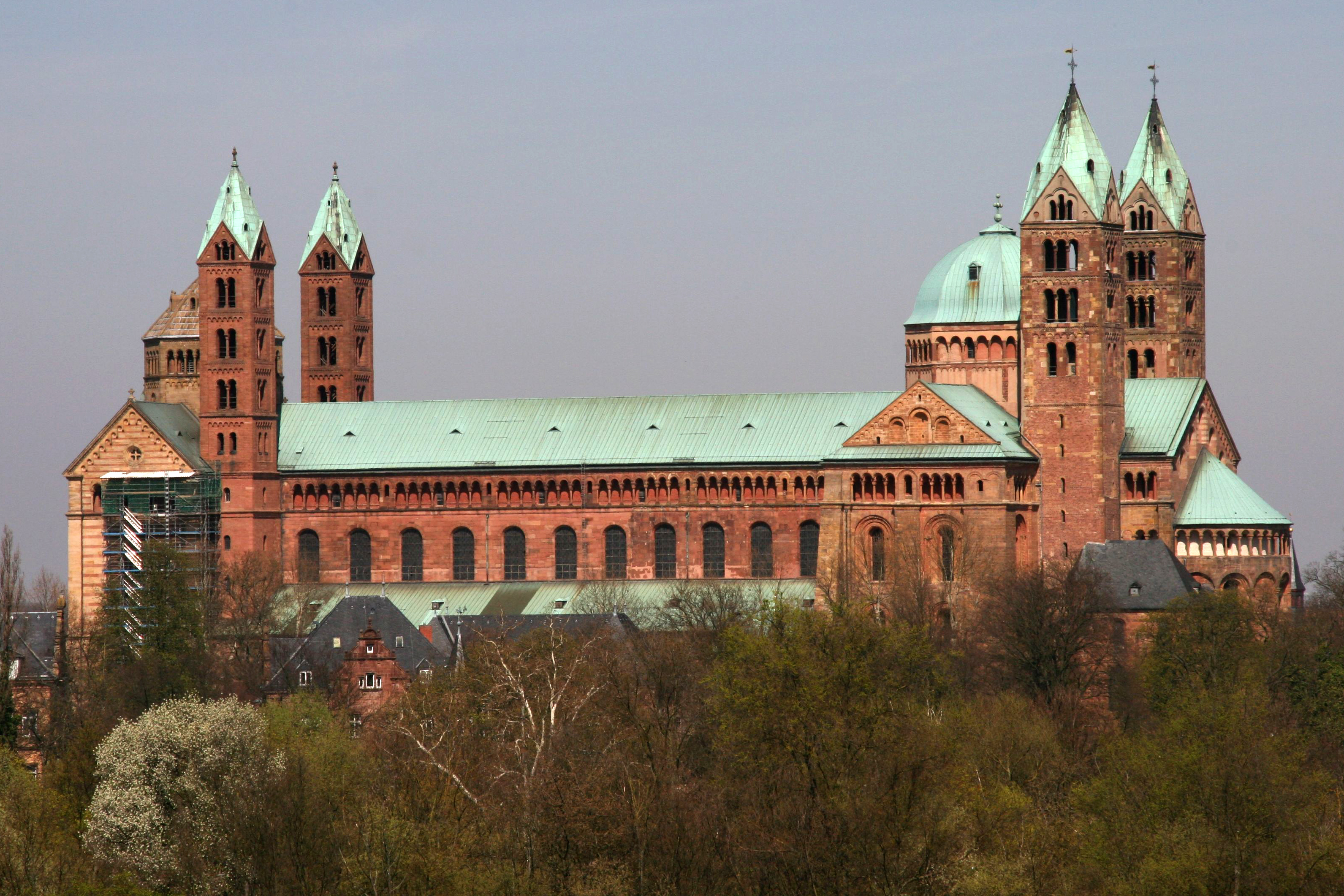
Duomo di Spira
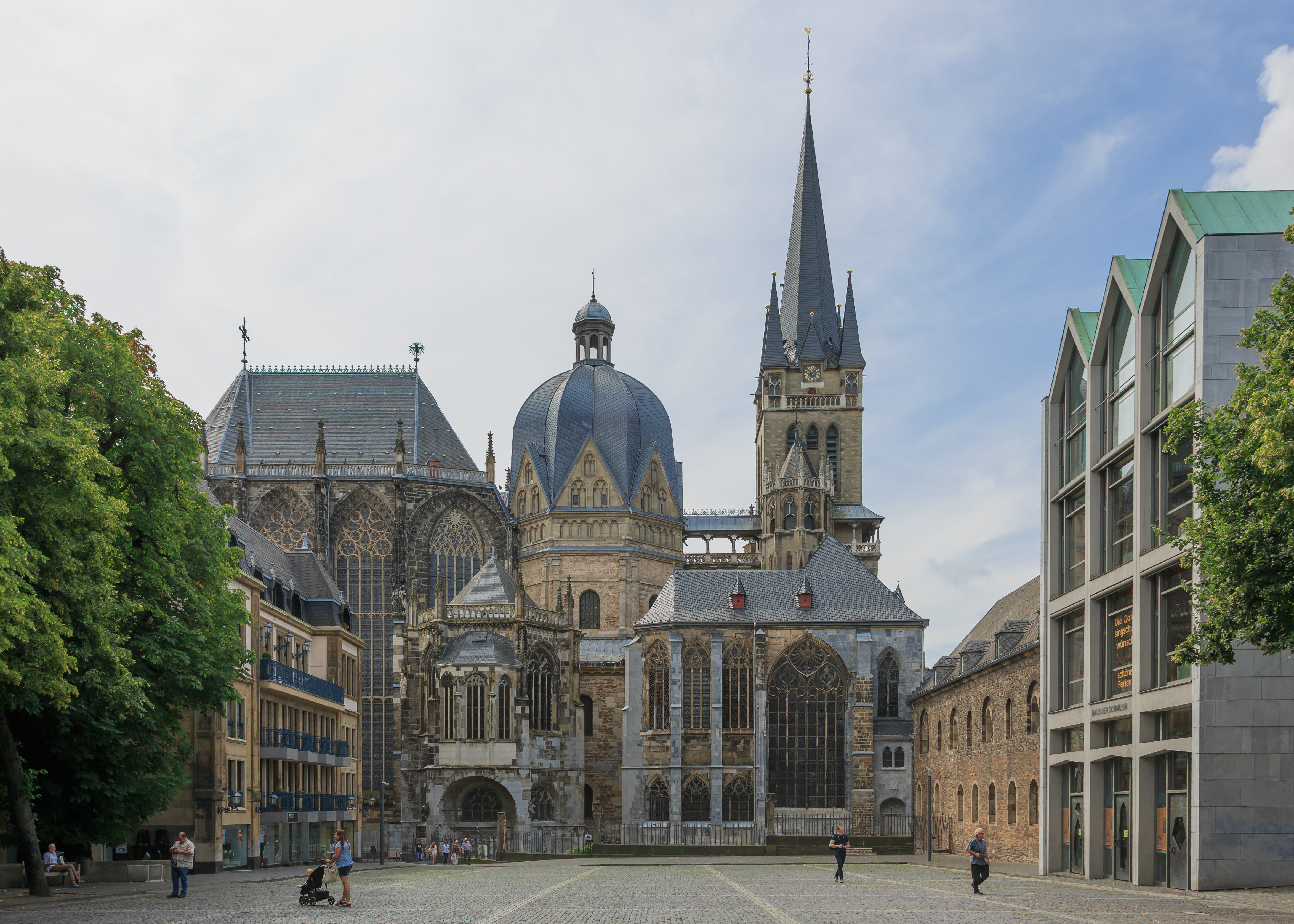
Cattedrale di Aquisgrana
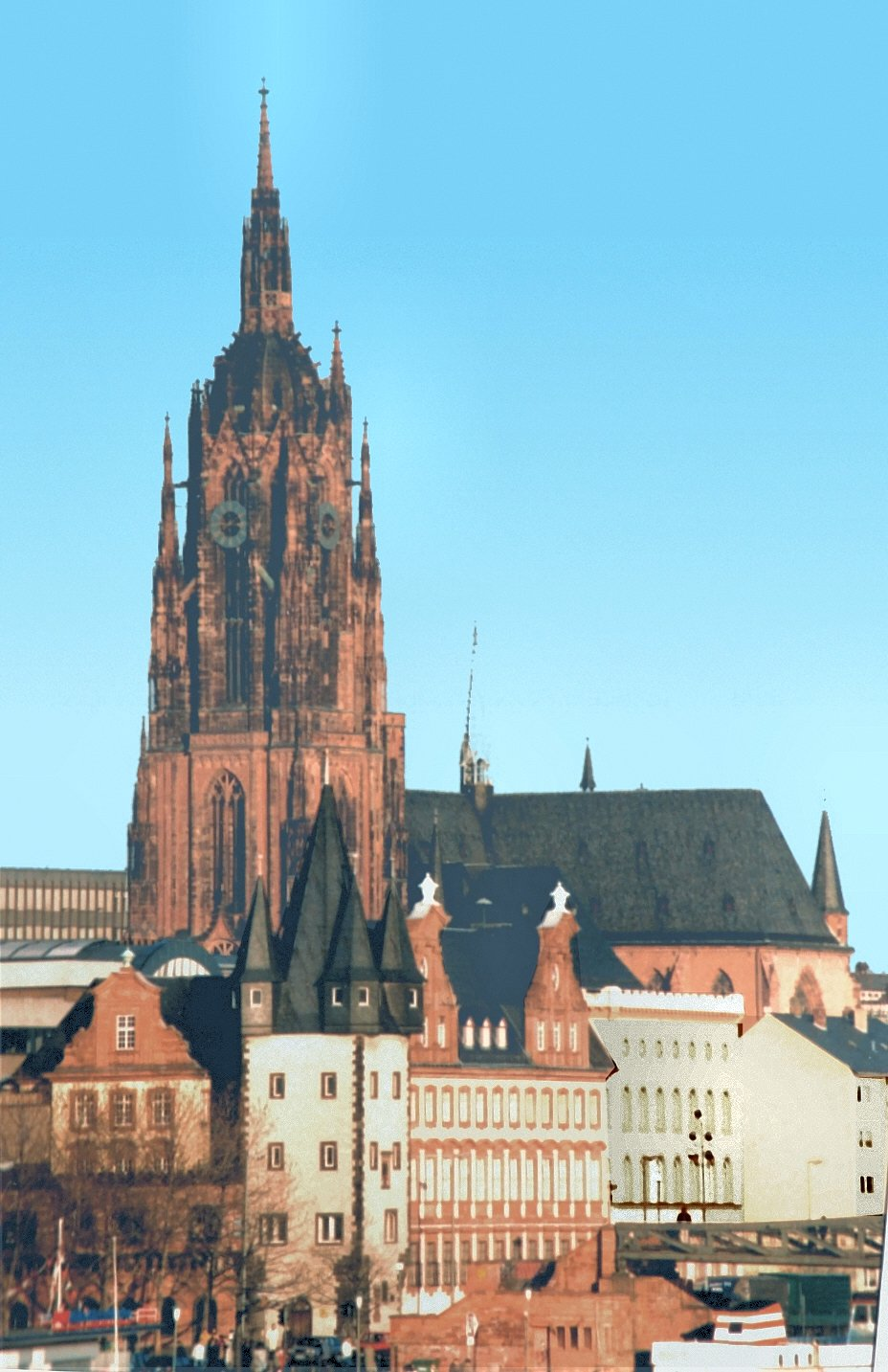
Duomo di Francoforte
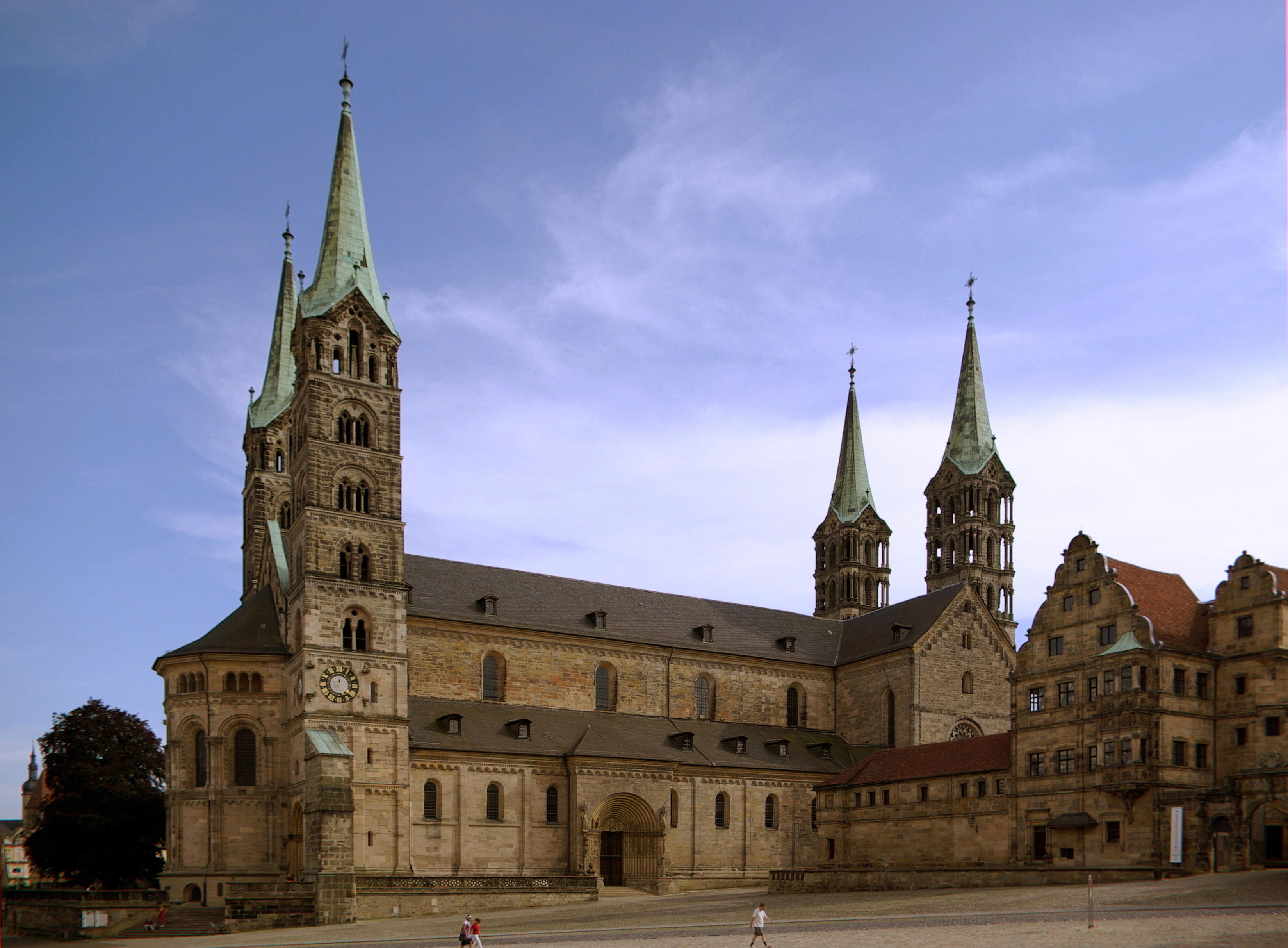
Duomo di Bamberga
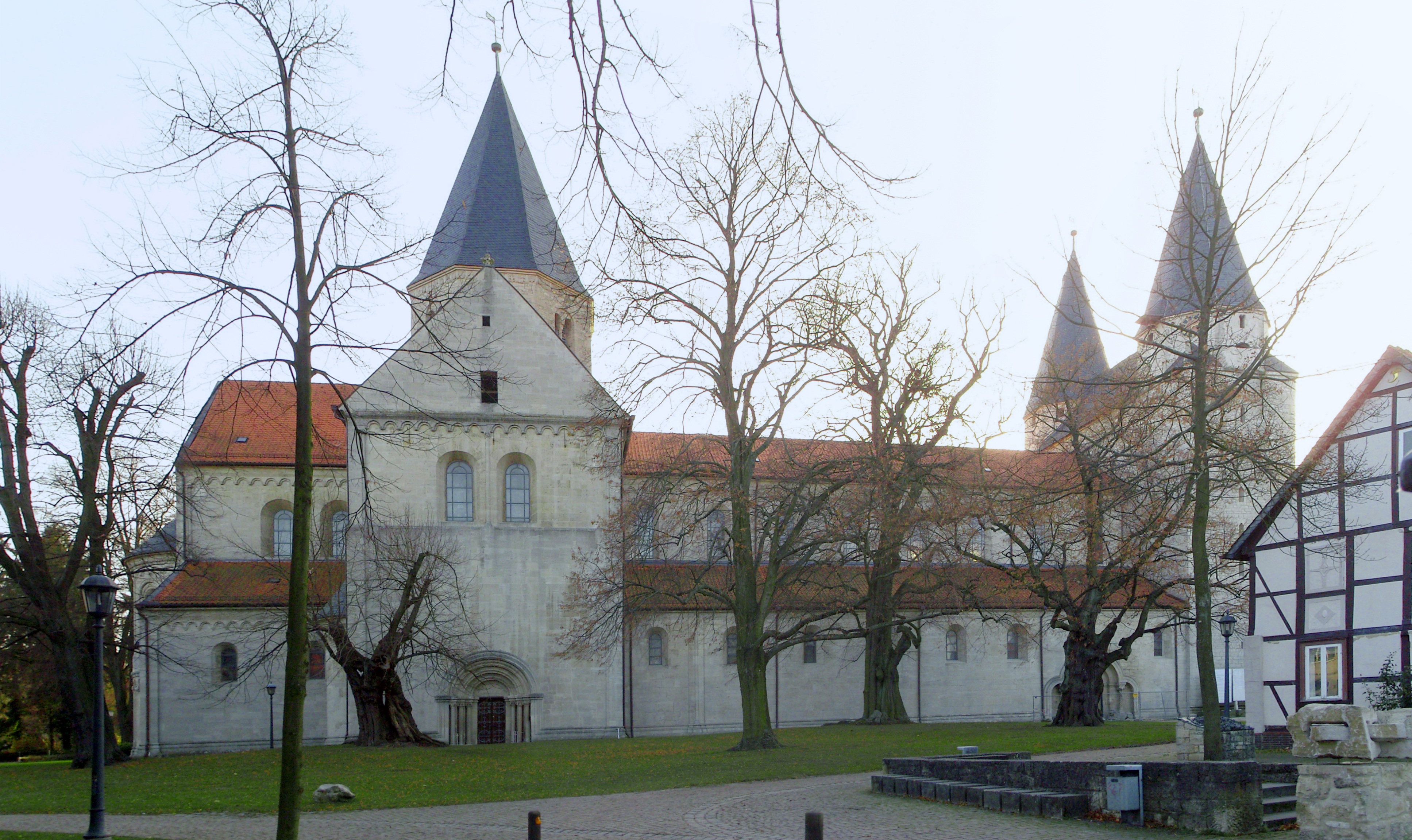
Basilica di Königslutter
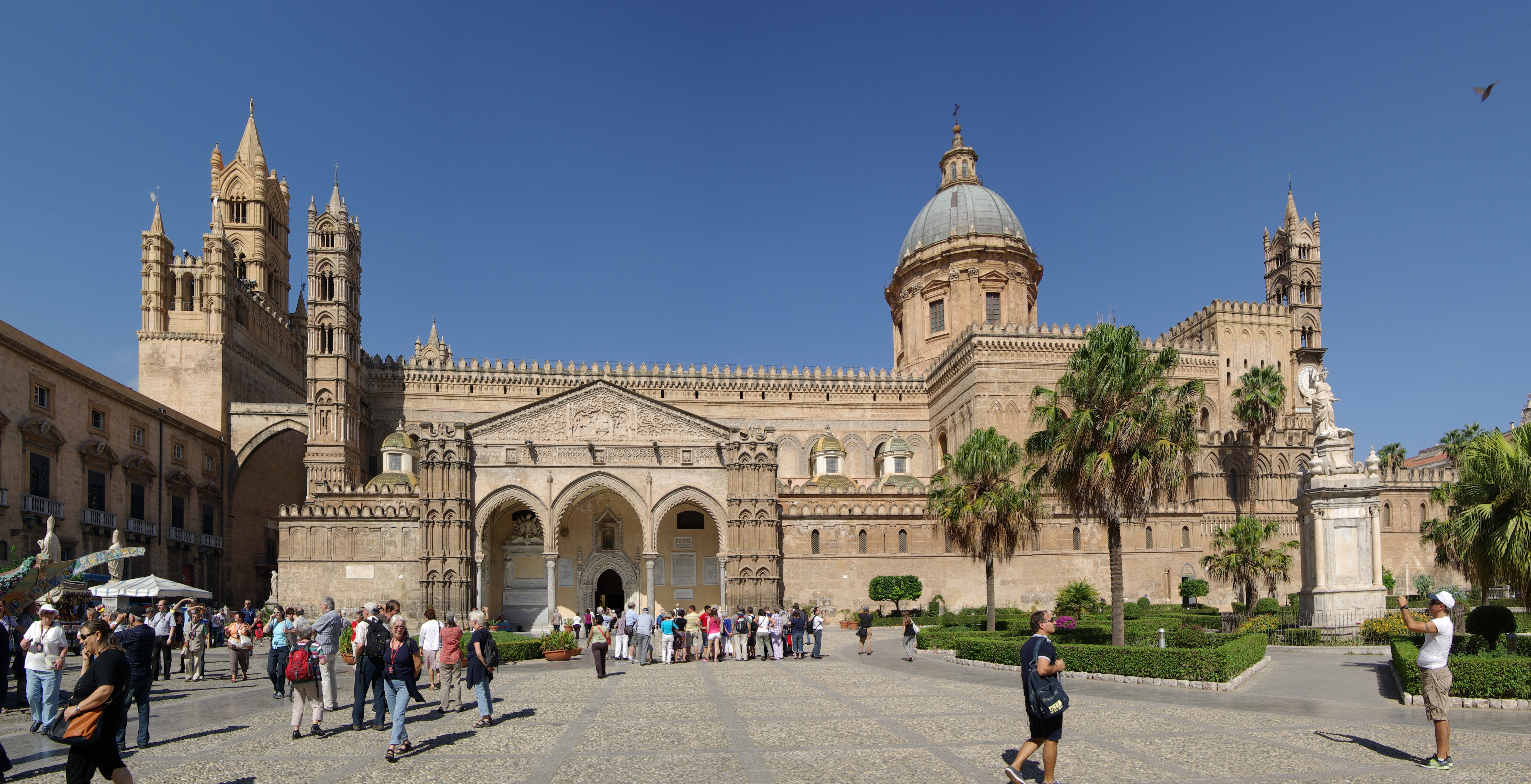
Cattedrale di Palermo